# Andri Sigþórsson
Andri Sigþórsson (Reykjavík, 25 marzo 1977) è un ex calciatore islandese, di ruolo attaccante.

## Biografia
Anche suo fratello Kolbeinn è un calciatore professionista.

## Carriera
Ha militato nelle giovanili del KR Reykjavík, prima di entrare nelle giovanili del Bayern Monaco. Ha giocato per la squadra riserve del Bayern in Regionalliga, quindi tornò in Islanda nel 1996, rientrando al KR. Nel 1996 è stato capocannoniere nella Prima Divisione islandese, e nel 1997 ritornò in Germania per un breve periodo in prestito al FSV Zwickau. Dopo altri tre anni nel KR, si trasferì in Austria, ingaggiato dal SV Salisburgo, poi in Norvegia dove ha giocato per il Molde.
La sua carriera calcistica è stata breve: nel 2004 ebbe un brusco stop a causa di un grave infortunio al ginocchio.
Ha giocato anche nella nazionale islandese, disputandovi 7 presenze e segnando 2 gol.

## Palmarès

### Club

#### Competizioni nazionali
- Campionato islandese: 2

KR Reykjavík: 1999, 2000
- Coppa d'Islanda: 1

KR Reykjavík: 1999